# Glenea laudata
Glenea laudata là một loài bọ cánh cứng trong họ Cerambycidae.